# Courmes
Courmes település Franciaországban, Alpes-Maritimes megyében. Lakosainak száma 108 fő (2022. január 1.). Courmes Cipières, Coursegoules, Gourdon, Gréolières, Tourrettes-sur-Loup és Vence községekkel határos.

## Népesség
A település népességének változása:
| Lakosok száma | 26   | 60   | 64   | 93   | 115  | 126  | 120  | 110  | 108  | 108  |
|               | 1968 | 1982 | 1990 | 2006 | 2013 | 2015 | 2017 | 2019 | 2020 | 2022 |